# Cantó de Sannois
El cantó de Sannois és un antic cantó francès del departament de Val-d'Oise, que estava situat al districte d'Argenteuil. Comptava amb el municipi de Sannois.
Al 2015 va desaparèixer i el seu territori va passar a formar part del nou cantó d'Argenteuil-1.

## Municipis
- Sannois

## Història
| Data d'elecció                           | Identitat              | Partit                          | Qualitat |
| ---------------------------------------- | ---------------------- | ------------------------------- | -------- |
| 1967-1979                                | Léon Hovnanian         | radical, després sense etiqueta |          |
| 1979-1985                                | Francis Combe          | PCF                             |          |
| 1985-2007                                | Yanick Paternotte      | UDF, després UMP                |          |
| 2007-2011                                | Christophe Dulouard    | PS                              |          |
| 2011-                                    | Marie-Evelyne Christin | UMP                             |          |
| les dades anteriors no són pas conegudes |                        |                                 |          |
|                                          |                        |                                 |          |